# Compus de cinci cuburi

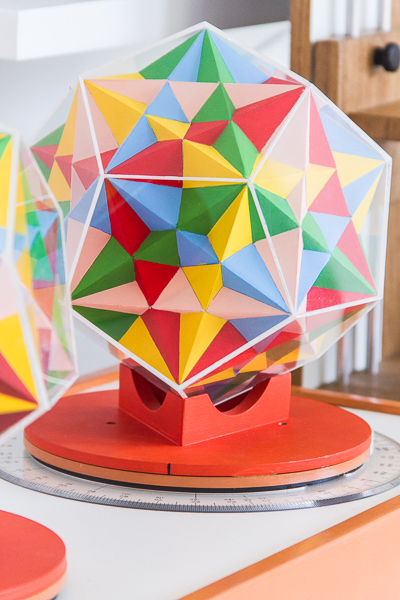
Modelul compusului în dodecaedru

În geometrie compusul de cinci cuburi este unul dintre cei cinci compuși poliedrici regulați. Acest poliedru poate fi considerat fie o fațetare a unui dodecaedru regulat, fie o stelare a triacontaedrului rombic. Acest compus a fost descris pentru prima dată de Edmund Hess în 1876.

## Compusul
Compusul este o fațetare a unui dodecaedru (unde pentagramele pot fi văzute corelate cu fețele pentagonale). Fiecare cub are 8 dintre cele 20 de vârfuri ale dodecaedrului. Compusul are simetrie icosaedrică (Ih).
|                                                                |  |  |  |
| Vederi dinspre axele de simetrie cu 2, 5, respectiv 3 poziții. |  |  |  |

Dacă forma este considerată ca un poliedru simplu, neconvex fără suprafețe care se intersectează, atunci are 360 de fețe (toate triunghiulare), 182 de vârfuri (60 de gradul 3, 30 de gradul 4, 12 de gradul 5, 60 de gradul 8 și 20 de gradul 12) și 540 de laturi, dând o caracteristică Euler de {\displaystyle 182-540+360=2.}

## Aranjamentul laturilor
Are în comun dispunerea laturilor cu micul icosidodecaedru ditrigonal, marele icosidodecaedru ditrigonal și dodecadodecaedrul ditrigonal. Cu acestea, poate forma compuși poliedrici care pot fi considerați și poliedre stelate uniforme degenerate: micul rombicosidodecaedru complex, marele rombicosidodecaedru complex și rombicosidodecaedrul complex.
| Compus de cinci cuburi | Ca pavare sferică | Micul icosidodecaedru ditrigonal | Marele icosidodecaedru ditrigonal | Dodecadodecaedru ditrigonal |

Compusul de zece tetraedre poate fi format luând fiecare dintre aceste cinci cuburi și înlocuindu-le cu cele două tetraedre ale stellei octangula (care au același aranjament al vârfurilor cu un cub).

## Ca stelare
Compusul de cinci cuburi poate fi format ca o stelare a tricontaedrului rombic.

Cele 30 de fețe rombice există în planele celor 5 cuburi.

Anvelopa sa convexă este un dodecaedru.
| Diagrama de stelare | Nucleul stelării | stelarea | Dodecaedru (anvelopa convexă) |

## Mărimi asociate

### Coordonate carteziene
Coordonatele carteziene ale vârfurilor acestui compus sunt date de
{\displaystyle \,\pm 1,\,\pm 1,\,\pm 1\,)}
cu toate permutările pare ale
{\displaystyle \left(0,\,\pm {\frac {{\sqrt {5}}-1}{4}},\,\pm {\frac {1+{\sqrt {5}}}{4}}\right)}.

### Volum
Următoarea formulă pentru volum V este stabilită pentru lungimea laturilor tuturor poligoanelor (care sunt regulate) a:

Transformarea în dualul său, compusul de cinci octaedre

{\displaystyle V=5\,a^{3}=5,000000~a^{3}.}

## Dual
Dualul său este compusul de cinci octaedre